# Iota2 Normae
Iota2 Normae (ι2 Normae) é uma estrela na constelação de Norma. Tem uma magnitude aparente visual de 5,57, sendo visível a olho nu em boas condições de visualização. De acordo com sua paralaxe medida pela sonda Gaia, está localizada a uma distância de aproximadamente 290 anos-luz (89 parsecs) da Terra. A essa distância, sua magnitude visual é diminuída em 0,24 devido à extinção causada por gás e poeira no meio interestelar. Esta é uma das estrelas observadas pela sonda Hipparcos com a menor variação de magnitude, com amplitude não maior que 0,01.
Iota2 Normae é uma estrela de classe B da sequência principal com um tipo espectral de B9.5V. Estima-se que tenha uma massa de 2,5 vezes a massa solar e uma idade próxima de 300 milhões de anos. Está irradiando cerca de 50 vezes a luminosidade solar de sua fotosfera a uma temperatura efetiva de 10 200 K. Não possui estrelas companheiras conhecidas.